# Monsieur Émilien est mort

Monsieur Émilien est mort est un téléfilm français réalisé par Jean Pignol, diffusé le 6 octobre 1973 sur la première chaîne de l'ORTF.

## Synopsis
Un vieil homme très riche, avare et paillard, le comte Emilien de Maldozenne, est abattu pendant une chasse. Il se complaisait dans la poussière et le désordre. Il venait de refuser un prêt à son neveu Bernard Maindront. Il devient le suspect du commissaire Rambier chargé de l'enquête. Sa bonne, Léonie Louplac, veillait sur lui avec jalousie. Mais la jolie Simone de Duvernoy, antiquaire à Orléans, que Maldozenne avait l'intention d'épouser, attire aussi l'attention des enquêteurs.

## Fiche technique
- Titre : Monsieur Émilien est mort
- Réalisateur : Jean Pignol
- Scénario : Adam Saint-Moore d'après son roman L'ombre du roi David
- Décors : Emerio Genini
- Costumes : Manuel Tortosa
- Date de diffusion :
  -  France 6 octobre 1973

## Distribution
- Jean-Roger Caussimon : Émilien de Maldozenne
- Françoise Seigner : Léonie Louplac
- Bernard Salvage : Bernard Maindront
- Nathalie Dalyan : Bernadette Maindront
- Jean Sagols : L'abbé Chauveau
- René Havard : Le commissaire Rambier
- Catherine Lafond : Lucienne
- Mireille Audibert : Simone Duvernoy
- Roger Souza : Julio
- Raymond Baillet : Le juge d'instruction
- Rachel Weinberg : Une dévote
- France Bleuze : Une dévote
- Jacques Galland : Le patron du bistrot
- Josiane Lévêque : La patronne
- Pierre Bolo : Un garde-chasse
- Guy Montagné : Un garde-chasse
- Jean-Marie Marquet : Un client
- Denis Fleurot : Un client
- Popeck : Le brigadier
- Michel Terrazon : Le gamin
- Harry Arcadie : Le notaire